# Загор'є (Великоустюзький район)
Заго́р'є (рос. Загорье) — присілок у складі Великоустюзького району Вологодської області, Росія. Входить до складу Мардензького сільського поселення.

## Населення
Населення — 16 осіб (2010; 38 у 2002).
Національний склад (станом на 2002 рік):
- росіяни — 100 %